# 広坂 (金沢市)
広坂（ひろさか）は、石川県金沢市の町名。現行行政地名は広坂一丁目および広坂二丁目。郵便番号は920-0962。

## 地理
金沢市の中心部に位置し、古くから官庁街として知られている。金沢市の繁華街である香林坊や片町に隣接している地域である。

## 歴史

### 地名の由来

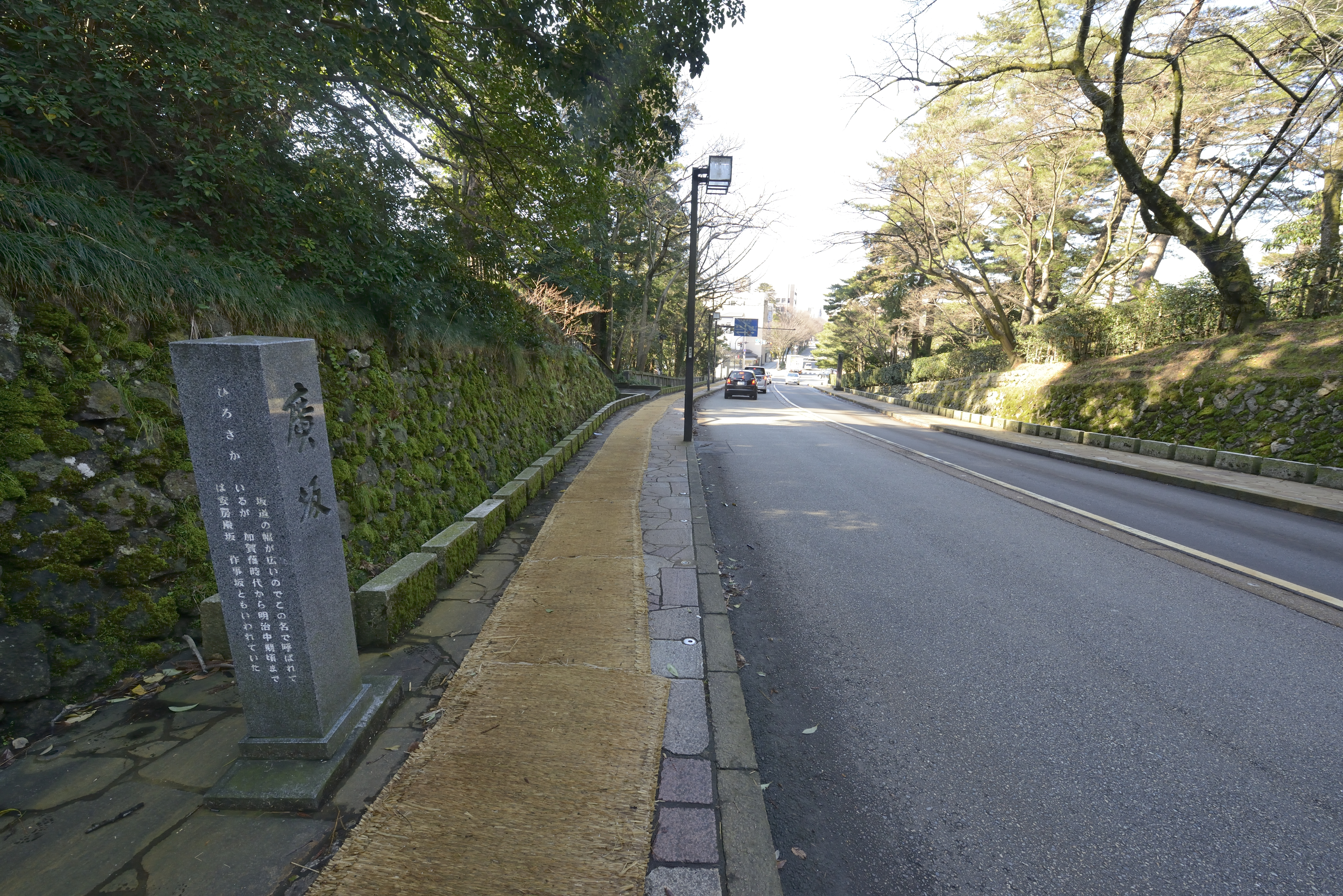
広坂の由来の碑

広坂の地名の由来としては、兼六園の南側にある坂道の名前からとされている。加賀藩の時代には現在の広坂周辺には武家屋敷が多く存在していた。当時、この坂道がかなり幅の広いもので次第に「広坂」と呼ばれるようになったとされる。現在は出羽町交差点（石川県立美術館前）から広坂交差点（石浦神社前）が坂の名前としての広坂である。

### 沿革
1871年（明治4年）に広坂通（ひろさかどおり）が町名として採用されて、1889年に金沢市が市制施行されてからは金沢市の町名となる。1873年（明治6年）に石川県庁舎が石川郡本吉町（旧美川町）から移転し、現在の金沢市役所が1883年（明治16年）に当時の西町から移転してきた。また、1874年（明治7年）に石川県集成学校（現在の金沢大学の前身）が広坂通に開校したことから、明治時代からは広坂は官庁街および文教地区の体裁を持つようになった。
戦後、住居表示制度の導入により、広坂通は1964年（昭和39年）に本多町三丁目（現在の石浦神社付近）、1966年（昭和41年）に広坂一丁目・二丁目、香林坊一丁目に分割された。
なお、2003年（平成15年）10月1日に、金沢市の旧町名復活運動により広坂一丁目の一部が柿木畠（かきのきばたけ）として復活している。

## 町域の変遷
| 実施後    | 実施年                   | 実施前                                     |
| --------- | ------------------------ | ------------------------------------------ |
| 広坂1丁目 | 1966年（昭和41年）2月1日 | 里見町、上柿木畠、下柿木畠、広坂通の各一部 |
| 広坂2丁目 | 1966年（昭和41年）2月1日 | 広坂通、仙石町、丸ノ内の各一部             |

## 世帯数と人口
2018年（平成30年）4月1日現在の世帯数と人口は以下の通りである。
| 丁目       | 世帯数 | 人口 |
| ---------- | ------ | ---- |
| 広坂一丁目 | 36世帯 | 69人 |

## 小・中学校の学区
市立小・中学校に通う場合、学区は以下の通りとなる。
| 丁目       | 番・番地等 | 小学校             | 中学校             |
| ---------- | ---------- | ------------------ | ------------------ |
| 広坂一丁目 | 全域       | 金沢市立犀桜小学校 | 金沢市立城南中学校 |

## 施設
- 金沢市役所
- 金沢21世紀美術館

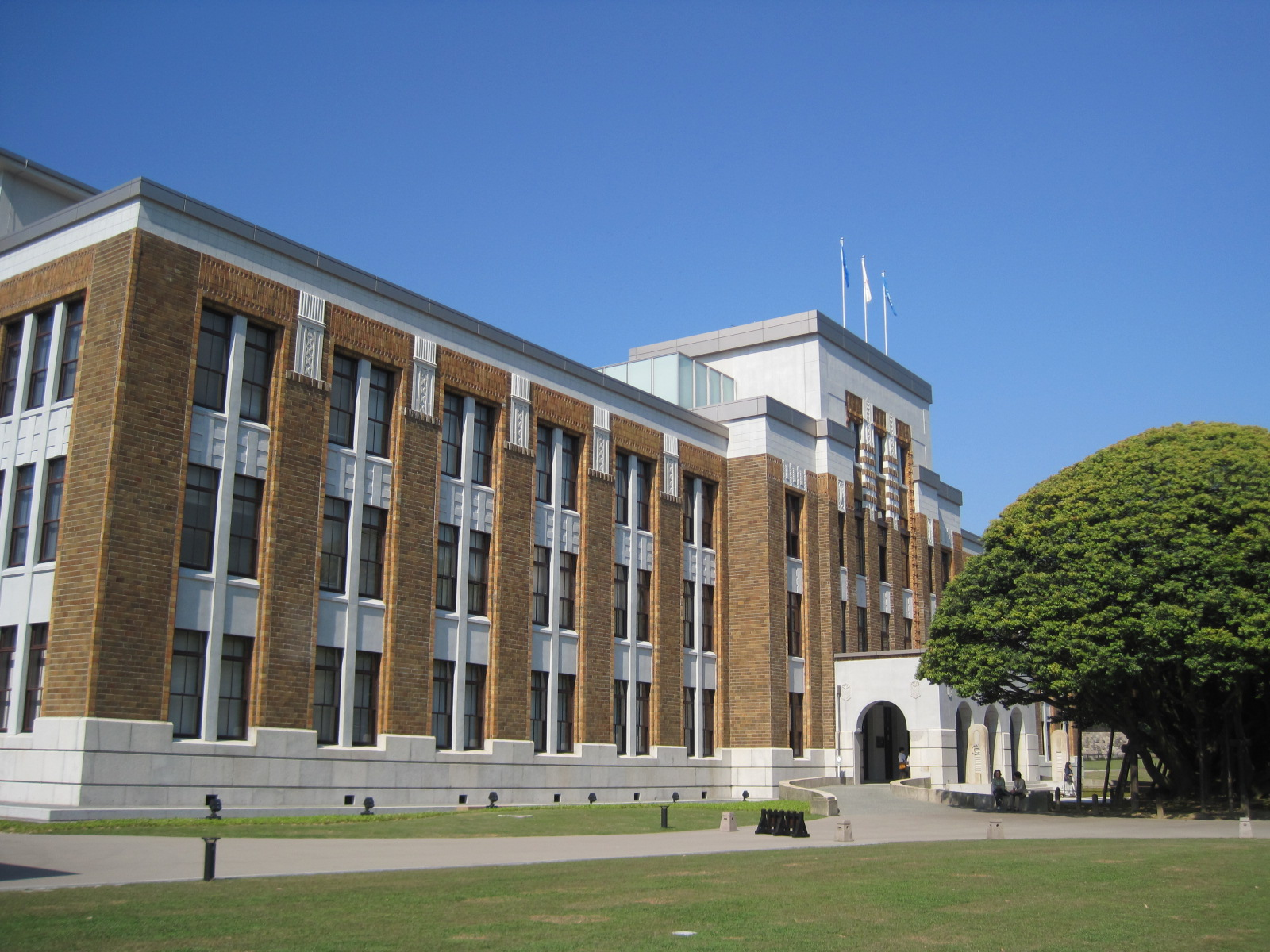
石川県政記念しいのき迎賓館

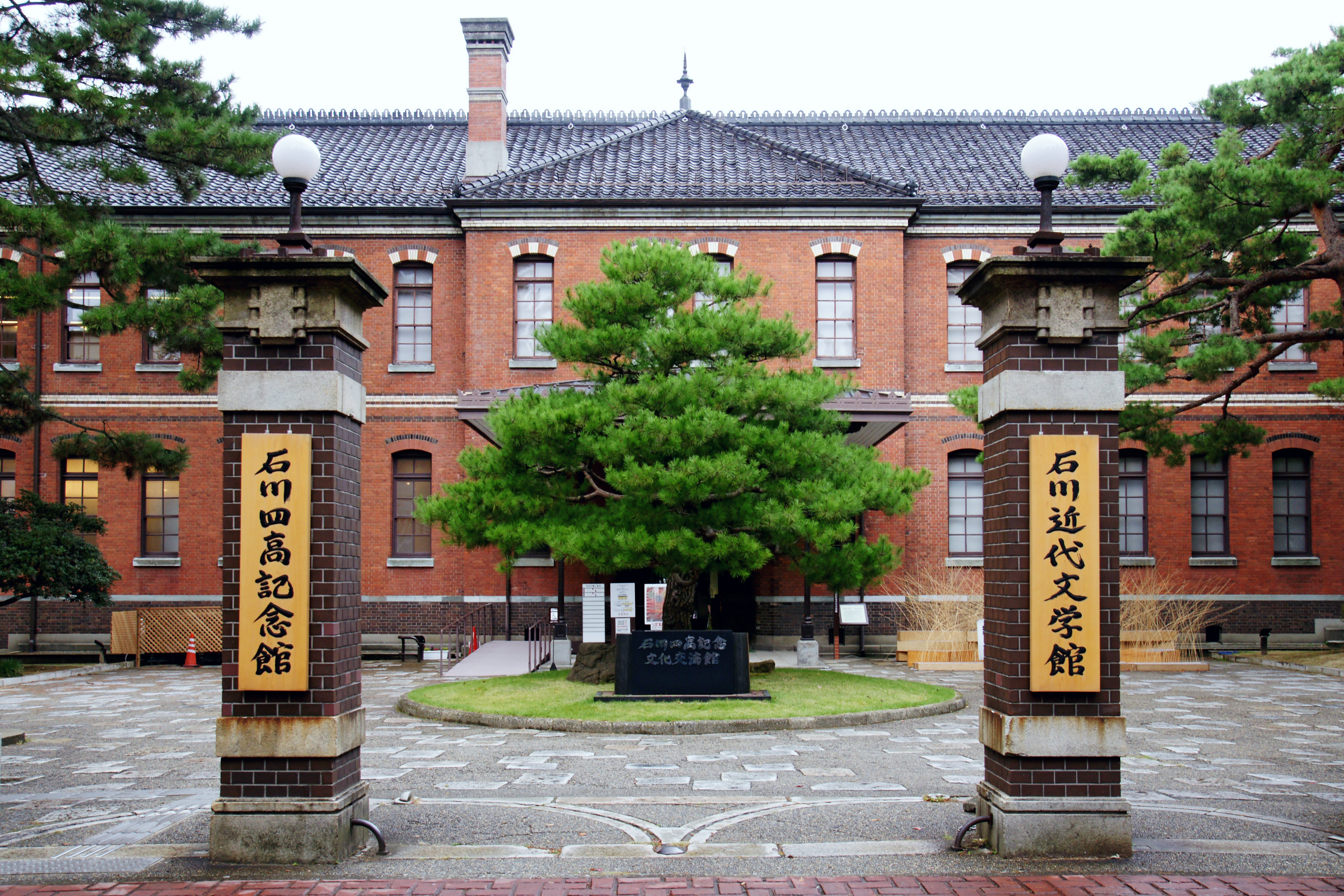
四高記念文化交流館

- 石川県政記念しいのき迎賓館（旧石川県庁舎）
- 四高記念文化交流館
  - 石川近代文学館
  - 四高記念館
- いしかわ四高記念公園（旧石川県中央公園）
- 金沢広坂合同庁舎
  - 金沢国税局
  - 北陸農政局
  - 北陸総合通信局

かつて広坂に所在した施設
- 石川県庁舎
  - 石川県庁
  - 石川県警察本部
  - 石川県議会
  - 石川県教育委員会
- 金沢中警察署 - 1988年12月に金沢市下本多町に移転。
- 金沢市消防本部・広坂消防署 - 金沢市泉本町に本部機能が移転してからは広坂出張所として残されたが、後に廃止・取り壊しされた。
- うつのみや本店（柿木畠） - 2016年に香林坊東急スクエアに移転。

## 交通

### バス
北陸新幹線の開業に先立ち、北鉄バスでは2014年12月1日にバス停名称を広坂から広坂・21世紀美術館に変更した。
- 北鉄バス（北陸鉄道・北鉄金沢バス・北鉄白山バス）・西日本ジェイアールバス　広坂・21世紀美術館バス停
- 金沢ふらっとバス
  - 菊川ルート　21世紀美術館、市役所・柿木畠バス停
  - 材木ルート　市役所・21世紀美術館バス停